# Wolf-Peter Hannig
Wolf-Peter Hannig (* 19. Mai 1956 in Regis-Breitingen) ist ein deutscher Kommunalpolitiker der Partei Die Linke. Für ihre Vorgängerpartei PDS war er Abgeordneter in der letzten Volkskammer der DDR.

## Leben
Hannig wuchs in Senftenberg auf. Er besuchte dort von 1962 bis 1970 die Polytechnische Oberschule „Arthur Wölk“ und von 1970 bis 1974 die Erweiterte Oberschule „Walter Rathenau“, welche er mit dem Abitur verließ. Anschließend diente er bei der Nationalen Volksarmee bis 1977 als Unteroffizier auf Zeit. Mit Beginn des Wehrdienstes wurde er Mitglied der SED. Anschließend studierte er bis 1981 an der Pädagogischen Hochschule „N. K. Krupskaja“ in Halle Chemie und Mathematik und beendete das Studium als Oberstufenlehrer für Chemie und Mathematik mit Diplom.
Nach dem Studium erhielt Hannig eine Stelle als Stelle als Lehrer an der Otto-Müller-Oberschule in Sedlitz, die er von 1985 bis 1990 als Direktor leitete. Während der politischen Wende in der DDR blieb Hannig in seiner Partei und wurde von der SED-Nachfolgepartei PDS zur Volkskammerwahl am 18. März 1990 als Kandidaten aufgestellt. Hannig kandidierte im Wahlbezirk Cottbus auf Listenplatz 3. Da die PDS in diesem Wahlbezirk vier Mandate erringen konnte, zog er als Abgeordneter in die letzte Volkskammer ein.
Nach Ende der Parlamentsperiode kehrte Hannig wieder in seinen Lehrerberuf zurück. Er verlor zwar seinen Direktorposten, konnte aber 1991 an die Bernhard-Kellermann-Oberschule in Senftenberg wechseln, wo er bis 2012 als Lehrer für Naturwissenschaften und Sonderpädagoge für Verhaltensstörungen tätig war. Zum Schuljahr 2012/13 wechselte er an die Oberschule am Wehlenteich nach Lauchhammer, wo er in den Fächern Mathematik, Chemie und Informatik unterrichtete.
Nach seiner Abgeordnetentätigkeit in der Volkskammer blieb Hannig parteipolitisch in der Kommunalpolitik tätig. Von 1990 bis zu seiner Auflösung 1994 führte er den PDS-Kreisverband Senftenberg als Vorsitzender. Seit der Konstituierung des Kreistages Oberspreewald-Lausitz im Jahr 1993 war Hannig Mitglied dieses Parlamentes, zunächst für die PDS, seit 2007 für Die Linke. Von 2003 bis 2008 war er Vorsitzender des Kreistages. Nachdem Die Linke im Dezember 2015 mit Bündnis 90/Die Grünen eine gemeinsame Fraktion gebildete hatten, gab Hannig sein Kreistagsmandat ab. Im Senftenberger Stadtrat war Hannig seit 2002 Mitglied, seit 2003 Fraktionsvorsitzender. Bei den Landratswahlen 2010 im Landkreis Oberspree-Lausitz trat Hannig als Kandidat der Linken an, verlor aber die Wahl gegen den parteilosen Siegurd Heinze, der als Landrat gewählt wurde.
Hannig ist verheiratet und Vater zweier Kinder.